# Контроль мінеральної сировини

Контроль мінеральної сировини здійснюється на збагачувальних фабриках, гірничодобувних підприємствах та підприємствах-споживачах продукції (коксохімзаводах, металургійних підприємствах тощо).
Розрізняють кількісний та якісний контроль мінеральної сировини.
Кількісний контроль виконують зважуванням усього матеріалу, вимірюванням його об'ємів, зважуванням точкових проб, які відбирають з потоку; підрахунком числа транспортних посудин наперед встановленої вантажопідйомності тощо. Кількісному контролю піддають: рядове вугілля або руду, що надходить на фабрику з шахт і розрізів; товарні продукти, що відвантажуються споживачам, і, якщо потрібно, деякі інші продукти технологічного процесу. Найнадійнішим способом контролю кількості є зважування усього матеріалу, що контролюється. Для цього використовують залізничні вагонні і конвеєрні ваги.
Облік кількості матеріалу, що надходить на збагачувальну фабрику, а також продуктів збагачення є одним з найважливіших параметрів контролю і регулювання технологічного процесу і продуктивності збагачувальної фабрики.
Зважування рядового вугілля і продуктів збагачення, що знаходяться у залізничних вагонах, вагонетках і автосамоскидах, здійснюється на вагонних вагах, які передбачають зважування вагонів як із зупинкою, так і на ходу без їхнього розчеплення.
Якісний контроль на збагачувальних фабриках здійснюється з метою наладки і стабілізації технологічного процесу і забезпечення випуску продукції потрібної якості. Якісному контролю піддають рядове вугілля або руду, різні продукти технологічного процесу, кінцеві продукти збагачення.
Опробування рядового вугілля роблять з метою визначення його якості для розрахунку з шахтами-постачальниками і дослідження вугілля як об'єкту збагачення. Визначають такі показники якості вугілля: зольність, вологість, склад мінеральних домішок, сірчистість, гранулометричний і фракційний склади та ін. Для руди визначають її гранулометричний та фракційний склади, вміст цінного компонента, вкрапленість тощо.